# Henry Larsen (duński wioślarz)
Henry Christian Larsen (ur. 21 lipca 1916 w Køge, zm. 26 września 2002) – duński wioślarz, brązowy medalista olimpijski.
Wystąpił na igrzyskach olimpijskich w Londynie w 1948 roku, gdzie osada Danii w składzie: Erik Larsen, Børge Raahauge Nielsen, Henry Larsen, Harry Knudsen i Ib Olsen (sternik) wywalczyła brązowy medal w czwórkach ze sternikiem. W finale zajęli ostatnie miejsce, 8,3 sekundy za osadą Stanów Zjednoczonych i 5,3 sekundy za Szwajcarami. Był to jego jedyny start olimpijski.
Po zakończeniu kariery został trenerem.